# Мебијусова функција
Класична Мебијусова функција, у ознаци {\displaystyle \mu (n)}, је значајна мултипликативна функција у теорији бројева и комбинаторици. Добила је име по немачком математичару Аугусту Фернанду Мебијусу који је дефинисао 1832. године.

## Дефиниција
{\displaystyle \mu (n)} је дефинисана за све позитивне целе бројеве n којима додељује једну од вредности {-1, 0, 1}, у зависности од факторизације броја n на просте чиниоце. Задата је на следећи начин:
{\displaystyle \mu (n)={\begin{cases}1&{\mbox{kada je }}n=1\\(-1)^{k}&{\mbox{kada }}n{\mbox{ nije deljivo potpunim kvadratom, }}k{\mbox{ je broj prostih činilaca}}\\0&{\mbox{inače }}\end{cases}}}
Другим речима,
- {\displaystyle \mu (n)=1} ако је  позитиван цео број који није дељив потпуним квадратом, и има паран број различитих простих чинилаца.
- {\displaystyle \mu (n)=-1} ако је  позитиван цео број недељив потпуним квадратом са непарним бројем различитих простих чинилаца.
- {\displaystyle \mu (n)=0} ако је n дељиво потпуним квадратом.

Еквивалентан начин да се то искаже је да се дефинишу две функције
ω(n), број различитих простих бројева који су делиоци броја n и

Ω(n), број простих чинилаца броја n, при чему се броје сва појављивања. Јасно је да важи ω(n) ≤ Ω(n). 
Онда је
{\displaystyle \mu (n)={\begin{cases}(-1)^{\omega (n)}=(-1)^{\Omega (n)}&{\mbox{ako je }}\;\omega (n)=\Omega (n)\\0&{\mbox{ako je }}\;\omega (n)<\Omega (n).\end{cases}}}

Одавде следи да је μ(1) = 1, пошто број 1 има паран број, односно нула простих чинилаца. Вредност μ(0) није дефинисана.
Вредности Мебијусове функције за првих 20 позитивних целих бројева:
|  | 1 | 2  | 3  | 4 | 5  | 6 | 7  | 8 | 9 | 10 | 11 | 12 | 13 | 14 | 15 | 16 | 17 | 18 | 19 | 20 |
|  | 1 | -1 | -1 | 0 | -1 | 1 | -1 | 0 | 0 | 1  | -1 | 0  | -1 | 1  | 1  | 0  | -1 | 0  | -1 | 0  |

На следећој слици је приказано првих 50 вредности Мебијусове функције: